# (2333) Porthan
(2333) Porthan (1943 EP) – planetoida z pasa głównego asteroid okrążająca Słońce w ciągu 4,31 lat w średniej odległości 2,65 au. Odkryta 3 marca 1943 roku.